# 盖亚幻想记
《盖亚幻想记》是一款由Quintet公司制作、艾尼克斯发行的动作角色扮演类游戏。游戏于1993年11月27日在日本地区超级任天堂发行。于1994年9月1日在北美地区发行。
虽然盖亚幻想记具有一个庞大的人物阵容，但是玩家在游戏中只能操控威尔、Freedan和Shadow。他们每个人都有独特的能力，并且某些地区除了特殊人物无法通行。
据Quintet报导，本游戏在日本地区共售出20万份，在北美地区售出30万份，在欧洲售出15万份。在全球范围总计65万份。